# Premio de Narrativa Breve Ribera del Duero
Der Premio de Narrativa Breve Ribera del Duero ist ein 2009 erstmals verliehener, internationaler spanischsprachiger Literaturpreis mit zweijährlichem Turnus. Das Preisgeld beträgt 50.000 Euros. Er gehört damit zu den höchstdotierten Literaturpreisen der Welt.

## Geschichte
Der erste Wettbewerb fand 2008 statt. Eingesandt wurden 514 Manuskripte von Autoren aus zwanzig Nationen. Beim zweiten Durchlauf waren es 660 Eingänge von Schriftstellern aus 23 Ländern. Beim dritten Wettbewerb 2012 waren es 863 Manuskripte aus 25 Staaten. Zum vierten Wettbewerb 2015 reichten rund 900 Teilnehmer aus 32 Nationen Beiträge ein.
Zur Jury des 4. Wettbewerbs gehörten Rodrigo Fresán als Vorsitzender, Pilar Adón, Jon Bilbao, Andrés Neuman sowie Guadalupe Nettel als Sieger des letzten Wettbewerbs. Zu den Finalisten gehörten Cristina Cerrada und Alberto Olmos aus Spanien, Vera Giaconi aus Uruguay und Edmundo Paz Soldán aus Bolivien.
Als Auslober tritt die Weinbauregion Ribera del Duero auf, in Kooperation mit dem Editorial Páginas de Espuma in Madrid.

## Preisträger
| Jahr | Werk                             | Autor                  | Staatsangehörigkeit |
| 2009 | Mirar al agua. Cuentos plásticos | Javier Sáez de Ibarra  | Spanien             |
| 2011 | El final del amor                | Marcos Giralt Torrente | Spanien             |
| 2013 | El matrimonio de los peces rojos | Guadalupe Nettel       | Mexiko              |
| 2015 | Siete casas vacías               | Samanta Schweblin      | Argentinien         |
| 2017 | La vaga ambición                 | Antonio Ortuño         | Mexiko              |
| 2020 | La claridad                      | Marcelo Luján          | Argentinien         |
| 2022 | Ustedes brillan en lo oscuro     | Liliana Colanzi        | Bolivien            |

## Belege
1. ↑  Einladung zum 4. Wettbewerb Premio de Narrativa Breve Ribera del Duero, riberadelduero.es 25. Juli 2014, abgerufen am 4. August 2015 (spanisch)
2. ↑  vgl. Preis-Webpräsenz
3. ↑  vgl. Preis-Webpräsenz
4. 1 2  Finalisten 2015